# Volare!
Volare! és una pel·lícula italiana del 1997 dirigida per Vittorio De Sisti i ambientada a Serravalle Pistoiese (PT).

## Argument
En un petit poble de Pulla a finals dels anys 1950. Gegè Labate és un nen inadaptat que s'està fent adult en una societat dura i despietada. Gegè s'enfronta als problemes amb imaginació i somnis, representats per la seva cançó preferida, "Volare" de Domenico Modugno.

## Repartiment
- Massimo Ranieri: Antonio
- Marina Suma: Emma
- Giuseppe Cristofaro: Gegè Labate
- Tiziana Lodato: Laura
- Alessandro Zamattio: Mestre Luna
- Costantino Carrozza:
- Aldo Massasso: Don Gioacchino
- Massimo Bulla: Pepé
- Tony Sperandeo: Don Ciccio
- Paco Reconti: Cap dels carabinieri
- Sandro Ghiani: